# Haemangela vindicatrix
Haemangela vindicatrix är en fjärilsart som beskrevs av Edward Meyrick 1936. Haemangela vindicatrix ingår i släktet Haemangela och familjen signalmalar. Inga underarter finns listade i Catalogue of Life.